# Тойода Тейдзіро
Тойо́да Тейдзіро́ (яп. 豊田貞次郎, とよだていじろう; 7 серпня 1885 ― 21 листопада 1961) — японський політичний і державний діяч, дипломат, військовик, підприємець. Адмірал Імперського флоту Японії. Міністр торгівлі й промисловості (4 квітня — 18 липня 1941), міністр закордонних справ і освоєння (18 липня — 18 жовтня 1941), міністр транспорту й комунікацій (1945), міністр військових потреб (1945).

## Біографія
Тойода Тейдзіро народився 7 серпня 1885 року в префектурі Вакаяма. 1905 року він закінчив Військову академію Імперського флоту Японії й протягом 1911—1914 років, за відмінні успіхи в навчанні, проходив стажування в Оксфордському університеті. 1919 року молодий офіцер завершив навчання у Вищій військовій академії Імперського флоту й був взятий на роботу до Міністерства флоту Японії.
1923 року Тейдзіро підвищили до капітана ІІ рангу й відправили військовим аташе до Великої Британії. Після повернення на батьківщину 1927 року, він був членом японських делегацій Женевській (1927) і Лондонській (1930) конференціях, присвячених питанню скорочення озброєнь військово-морських сил провідних країн світу.
Тейдзіро добре розумівся на тонкощах міжнародної політики, але погано розбирався у політичній ситуації в Японії. Це стало причиною його непорозумінь з колегами-урядовцями. Зокрема, після підвищення до контр-адмірала і призначення 1931 року головою військовий відділ Міністерства флоту, Тейдзіро допустився жарту на адресу принца Фусімі Хіроясу, за що був понижений до начальника Куреського військово-морського арсеналу в префектурі Хіросіма. Незважаючи на інцидент, він проявив себе гарним адміністратором в регіоні й довбися переведення на вищу посаду командира авіації Імперського флоту.
1940 року Тейдзіро став віце-міністром Міністерства флоту в другому кабінеті Коное Фумімаро. В квітні 1941 року він був підвищений до адмірала й очолив Міністерство торгівлі й промисловості. Того ж року Тейдзіро зайняв крісла міністрів закордонних справ і освоєння в третьому кабінеті Коное. На цій посаді він відповідав за переговори з США, але був змушений вийти у відставку через ворожість прем'єра до його мирних ініціатив. Перед уходом адміралу вдалося відвернути радянсько-японську війну, що планувалася командуванням Квантунської армії в Маньчжурії.
З кінця 1941 року Тейдзіро був призначений директором державного металургійного підприємства «Сталеварництво Японії». На 1942 рік він зміг вирішити проблему нестачі робочих рук шляхом залучення до виробництва школярів та жінок, але якість виробів поступово падала через нестачу ресурсів в країні. З 1943 року Тейдзіро працював радником при кабінеті міністрів Тодзьо Хідекі і перебував у перманентному конфлікті з адміністраторами Імперської армії Японії щодо питання розподілу виробів його підприємства.
1945 року Тейдзіро очолив Міністерства військових потреб, транспорту й комунікацій в кабінеті Судзукі Кантаро. Він також отримав крісло в Палаті перів Парламенту Японії. Проте в результаті поразки країни в Другій світовій війні окупаційна влада позбавила Тейдзіро усіх звань і заборонила займатися державною чи громадською діяльністю. Після зняття заборони в 1956 році він став директором японського філіалу бразильської металургійної компанії Узімінас.
Тойода Тейдзіро помер 21 листопада 1961 року, в 76-річному віці, від раку нирки.